# Jonathan Vaughters

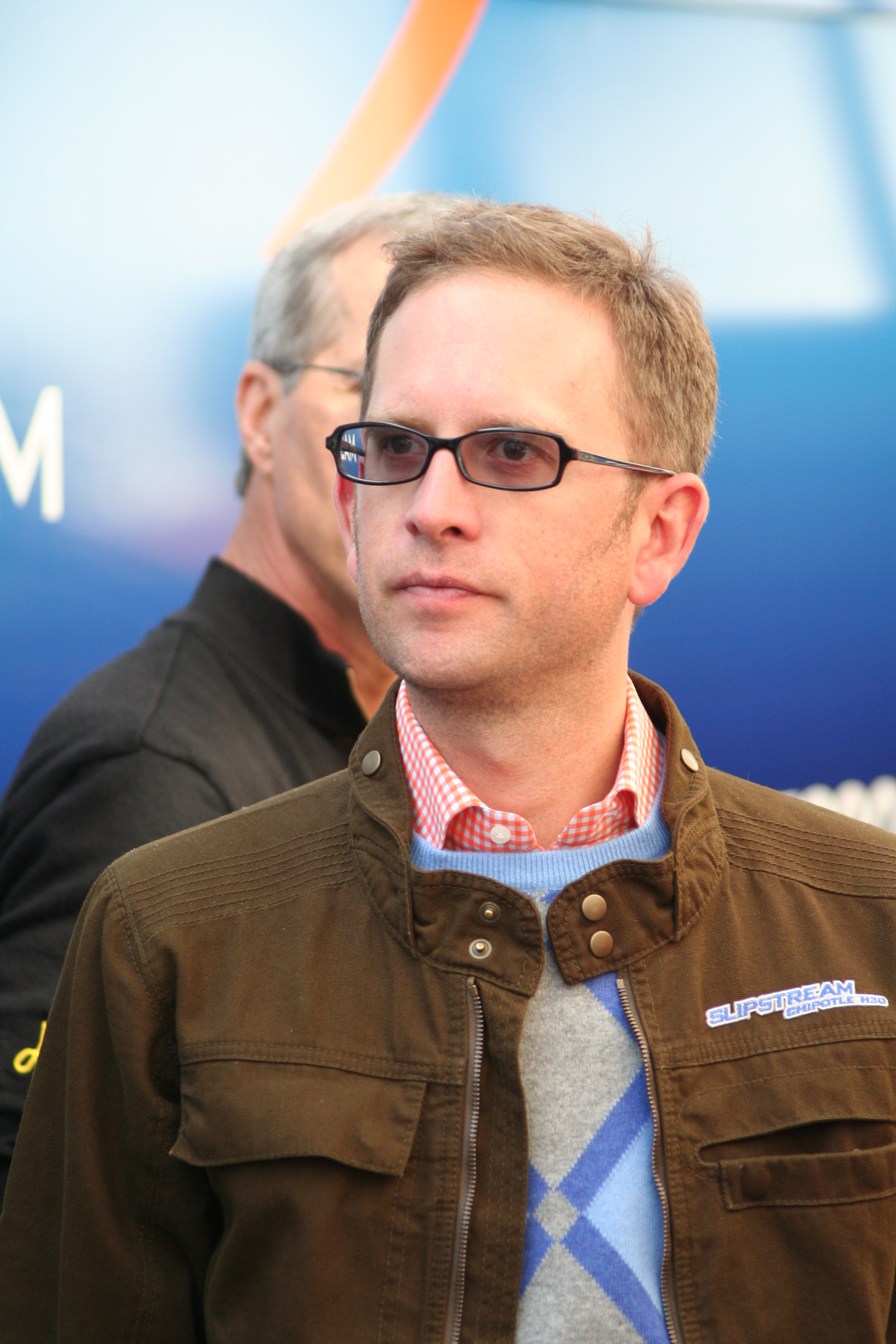
Jonathan Vaughters 2008.

Jonathan Vaughters, född 10 juni 1973 i Denver, Colorado, är en amerikansk cykelmanager och före detta professionell tävlingscyklist åren 1994–2003. Sedan 2007 är han manager för det amerikanska stallet Garmin-Sharp som sedan 2009 är medlem av UCI ProTour.

## Cyklist

### 1994–1998
Jonathan Vaughters inledde sin bana som proffscyklist i Europa 1994 med det spanska stallet Porcelana Santa Clara. 1997 gick han över till det amerikanska stallet Comptel Data System och samma år vann han nationsmästerskapens tempolopp. 1998 skrev Vaughters på för US Postal Service och vann två etapper samt samandraget i Redlands Bicycle Classic i Redlands, Kalifornien.

### 1999
1999 var ett genombrottsår för Vaughters då han den 9 juni vann etapp 3, ett 21 kilometer långt individuellt tempolopp, uppför mytomspunna Mont Ventoux på Critérium du Dauphiné Libéré, 42.7 sekunder före Aleksandr Vinokurov. Han slutade senare tvåa i tävlingens sammandrag, 1 minut och 14 sekunder bakom Vinokurov. Knappt två veckor senare, den 22 juni, vann Vaughters sammandraget i etapploppet Route du Sud, som tillsammans med Critérium du Dauphiné Libéré är viktiga lopp i förberedelserna inför Tour de France. Vaughters kom således i fin form till 1999 års Tour de France och slutade på 18:e plats på prologen. På den andra etappen mellan Challans och St. Nazaire i Vendée var han dock inblandad i en masskrasch då cyklisterna tog sig över Passage du Gois, en 4 kilometer lång smal och bedrägligt hal vägremsa vid Atlantkusten som endast går att cykla på under lågvatten, och var tvungen att bryta loppet. Vaughters stallkamrat i US Postal Service Lance Armstrong vann knappt tre veckor senare sin första Tour de France.

### 2000–2003
Från år 2000 cyklade Vaughters för det franska stallet Crédit Agricole. Samma år deltog han i Tour de France för andra gången men var tvungen att bryta loppet efter att ha vurpat på den tionde etappen i nedförsåkningen från Col de Marie-Blanque i Pyrenéerna. 2001 vann Vaughters åter igen en etapp på Critérium du Dauphiné Libéré då han cyklade hem etapp 4, ett 43 kilometer långt individuellt tempolopp mellan Beaumes-de-Venise och Valréas, tre sekunder före Cofidis-cyklisten David Millar. Under 2001 års Tour de France var Vaughters med om att vinna den femte etappen, en 67 kilometer lång lagtempoetapp mellan Verdun och Bar-le-Duc, tillsammans med stallkamraterna Stuart O'Grady, Bobby Julich, Jens Voigt, Thor Hushovd, Sébastien Hinault, Chris Jenner, Frédéric Bessy och Anthony Morin. På den fjortonde etappen blev han dock stungen av en geting över sitt högra öga och var tvungen att bryta loppet.
Vaughters deltog i sitt fjärde och sista Tour de France 2002. På den elfte etappen var dock olyckan åter igen framme och grinade honom i ansiktet då han föll under nedförsåkningen från Col d'Aubisque, vilket gjorde att han var tvungen att bryta loppet för fjärde året i rad. Inte långt därefter rev han sitt kontrakt med Crédit Agricole i samförstånd med stalledningen och flyttade hem till USA. 2003 cyklade Vaughters för det amerikanska stallet Prime Alliance innan han valde att avsluta karriären som proffscyklist.

## Manager
Åren 2005–2006 var Vaughters manager för det amerikanska Continental-stallet Team TIAA-CREF. Från och med 2007 har han varit manager för Garmin-Sharp.
Vaughters största seger som manager kom i maj 2012 då Garmin-Sharps cyklist Ryder Hesjedal vann Giro d'Italia.

## Meriter
Nationsmästerskapens tempolopp – 1997
Critérium du Dauphiné Libéré, 2 etapper
Route de Sud – 1999
Tour de France, lagtempoetapp – 2001

## Stall
- Porcelana Santa Clara 1994–1996
- Comptel Data System 1997
- US Postal Service 1998–1999
- Crédit Agricole 2000–2002
- Prime Alliance 2003